# Рогальский, Станислав
Станислав Рогальский (пол. Stanisław Rogalski; 25 мая 1904, Оломоуц, Моравия — 6 апреля 1976, Хантингтон, США) — польский инженер-авиаконструктор.

## Биография
Родился в семье генерала Войцеха Рогальского.
Обучался на механическом факультете Политехнического института в Варшаве, позже работал преподавателем Варшавской Политехники.
В 1922 году вместе с друзьями организовал авиационную секцию кружка студентов-механиков Варшавской Политехники. Первые попытки сконструировать самолёт, на котором они могли бы полететь, были безуспешными.
В 1926 году вместе с Станиславом Вигурой и Ежи Джевецким он создал авиационное конструкторское бюро «RWD» (по первым буквам фамилий учредителей — Рогальский, Вигура, Джевецкий).
В межвоенный период (1920—1939 годы) в конструкторском бюро была создана серия самолётов от RWD-1 до RWD-25, В основном, это были лëгкие одномоторные летательные аппараты спортивного, туристического или тренировочного типов.
Большинство из них были построены в небольших количествах, серийно производились самолёты RWD-8, RWD-13 и RWD-14 Czapla (Цапля).
После начала второй мировой войны С. Рогальский переехал в Румынию, оттуда эмигрировал во Францию, а позже в Англию.
После войны в 1949 году перебрался в США, где работал в американской авиапромышленности, в частности в авиастроительной компании «Grumman Corporation».

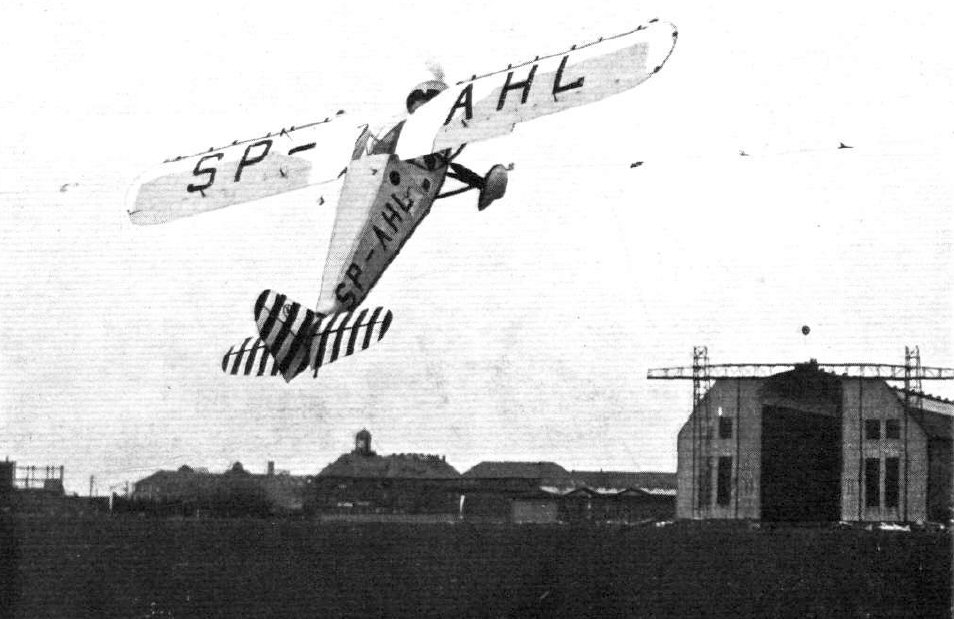
RWD-6. Старт на авиационных соревнованиях в 1932 г. Берлин
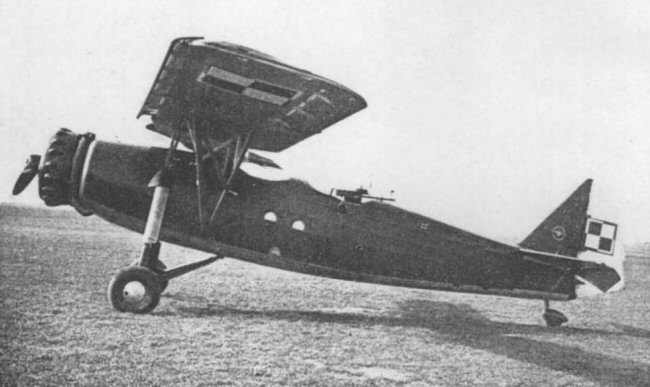
RWD-14 Czapla (Цапля)
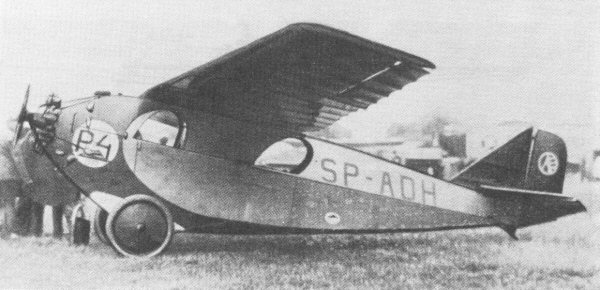
RWD-2
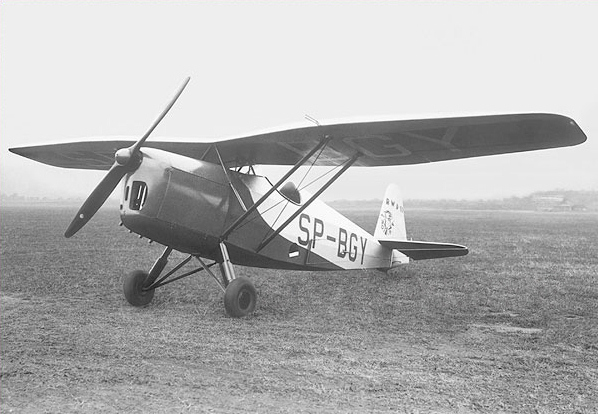
RWD-10 спортивный
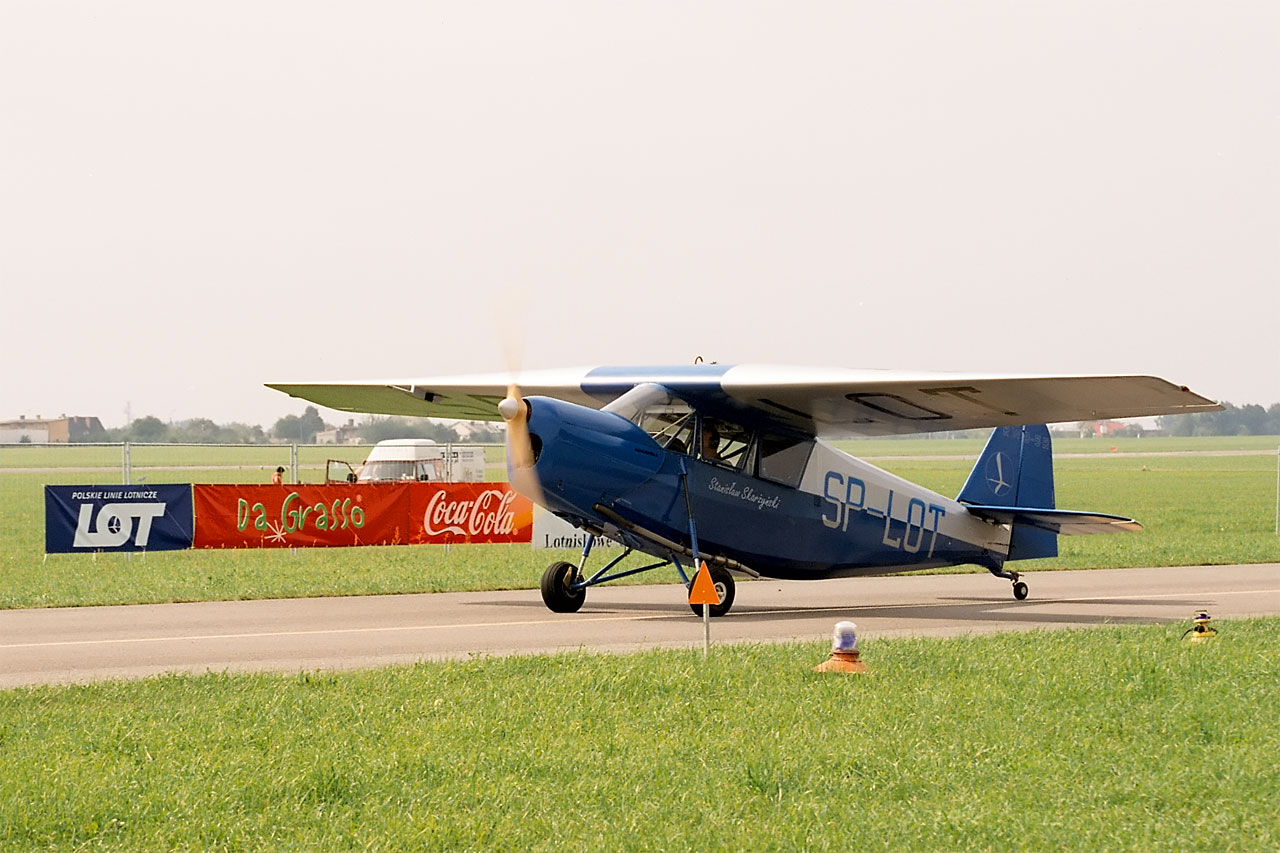
RWD-5 (реконструированный)